# 蝶野宏明
蝶野 宏明（ちょうの こうめい、1968年12月18日 - ）は、日本のロボット工学者。個性心理學（個性心理学）の認定講師およびカウンセラーの1人。日本京都府京都市生まれ、福島県会津若松市育ち。

## 人物・経歴
大学時代から、二足歩行ロボットの研究に従事しており、2000年頃から人型ロボットだけではなく、レスキューロボットや大道芸ロボットの研究をしている。大学時代に、フレキシブルビームを脚に用いて、ペイロードを脚の幅や厚さを自由に変えることができる2足動歩行ロボットを開発した。
大学4年のときに、歩行するだけではなく立ち幅跳びが可能なロボットを開発した。これは、当時まだない走ることのできるロボットを目標に研究・開発をしたものである。これまでの彼の人生経験の中で培った人間を科学する能力と自らが運動することで物理学と結び付ける能力の賜物であると思われる。人間工学や人間科学の研究を大学中していただけでなく、大学浪人中はトライアスロンの日米交流戦の代表に選出されるなど彼自身の努力の結晶をロボット工学へ応用している。これら人間の歩行、走法などを科学し研究し、物理現象に結び付ける分析力は抜群である。そのデータを歩行ロボットのプログラムとして活用するタイプの研究者である。
また、ロボットの状態をしめす3次元ソフトの開発だけでなく、ロボットの設計から、パソコンとロボットをつなぐインターフェイスなど電子回路の設計も独自に行っている。大学は首席で卒業し、大学院も特待生で進み、大学院のときにはロボットの研究で、日本代表で2足歩行ロボットに関する研究についてドイツで開催されたIROSにて英語で学会発表をしている。現在も、日本ロボット学会の正会員である。
大学卒業後は、建築用ロボットの先端技術開発を行い。数年後のロボットの指針をプロジェクトリーダーとして企業で示していた。近年、レスキューロボットでは、脚歩行ロボットによる救助や探索に関する研究だけではなく、群知能型のロボットの集団活動を考案し、人型ロボットによる人命救助のロボットの研究をしている。また、レスキューロボットの研究の一環で災害時の人間の身体に及ぼす影響を食事だけでなく、体力や体重、体脂肪、骨量、水分量など、どの程度の食事や労働などでどのような人体変化をするか人間科学的な分析をすることで研究している。
教育関係に関しても知識があり、教育活動にも熱心に取り組んでいる。教育活動しては、教育論文を書くだけではなく、
シンポジウムや大学、高校、中学校などで出前授業なども行い。時には企業へ派遣もされ、その力量は高く評価されている。サッカーロボットの開発も行い、人型ロボットでキック、ドリブル、スローインなどをするロボットを開発し教育に活かしている。最近は、ラジオ体操第1をするロボットを開発した。
大学のときから歩行の心理学にも興味をもち、行動心理学を学ぶ延長線上で心理学を学ぶうち、四柱推命を心理学への応用する道具として学ぶ。現在は、四柱推命も使うことで運気や宿命を割り出すだけではなく、人格分析も得意とするためスクールカウンセリングなどで生徒や親とコミュニケーションを上手にとることでカウンセラーとしての実績もあり、心理学講師としても活躍する。
中学の時はサッカーの福島県強化選手、陸上競技では中・長距離で地区大会で優勝、県大会では2位の実績を持ち。高校時代には、ノルディックスキーで全日本選手権7位、ローラースキー大会では全日本17位である。高校卒業後は、全日本トライアスロンクラブに所属し、日本代表としてトライアスロン選手として活躍する。これらの自らの運動に関する努力や自らの運動能力を上げるための自己分析などが、ロボットのプログラムやロボットの設計に直接寄与している。それらの経験を活かして、ハンドボールや陸上競技の指導者として活躍していたが、トレイルランニングでを始めたのち、東海道ウルトラマラニックで旧東海を550km以上を走り活躍した結果、「グレートモンゴリア・ゴビデザートマラソン2017」では、ゴビ砂漠を6日間で260km以上走り世界2位となった。 The 5th GREAT MONGOLIA GOBI DESERT MARATHON 2017、2017年09月10日閲覧。